# Campagne Oberried

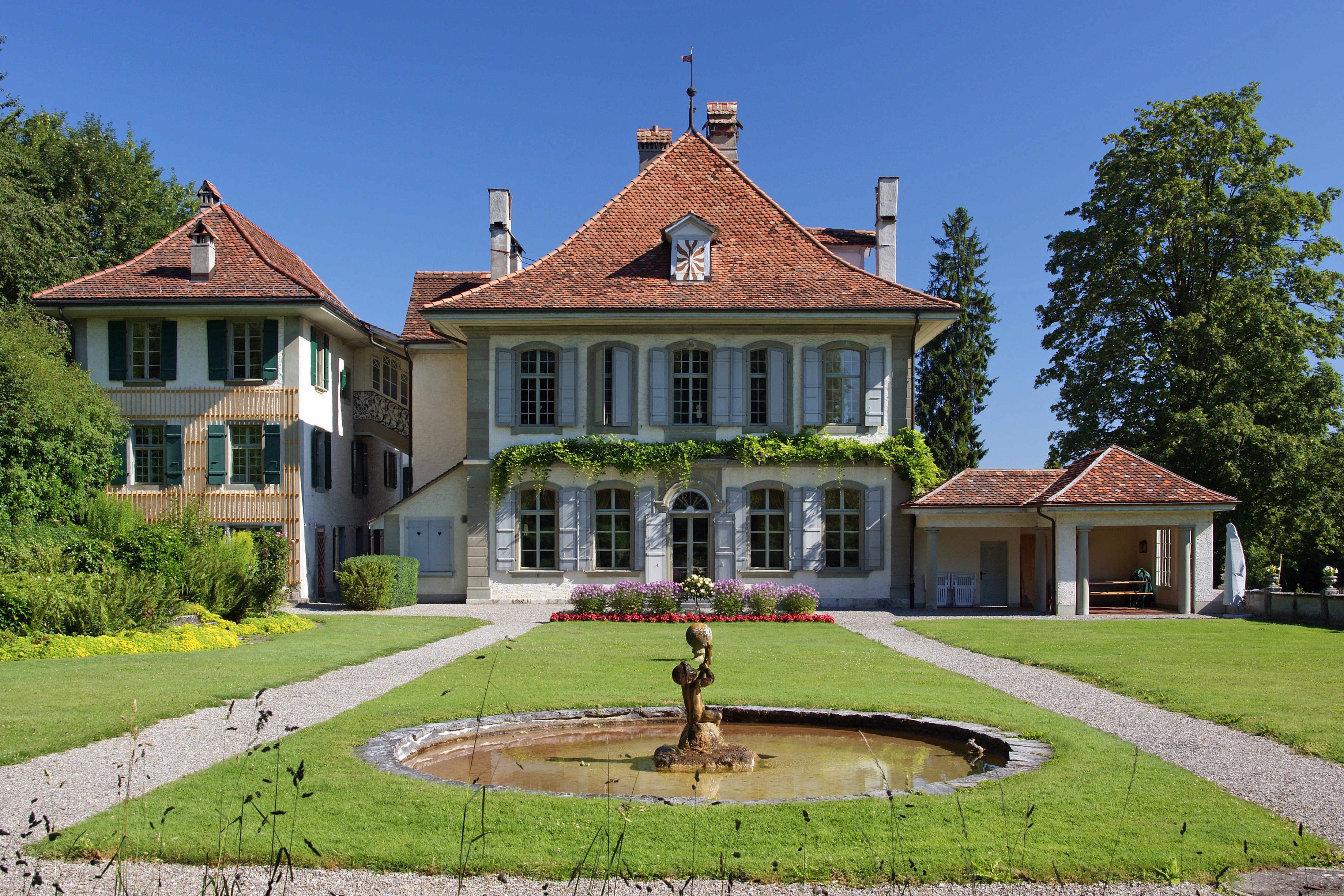
Campagne Oberried bei Belp (2011)

Die Campagne Oberried ist ein 1736 gebauter Landsitz in der Gemeinde Belp im Kanton Bern.
1736 wurde die Campagne im Auftrag von Viktor Fischer (1709–1750) erbaut. Sein Sohn Gottlieb Fischer (1736–1797) erweiterte die Gartenanlage. Einzigartig im Kanton Bern ist dabei die Gloriette auf der Terrasse. 1853 verkaufte Ludwig von Fischer das Anwesen und es folgten mehrere Besitzerwechsel. 
Seit 2000 ist die Campagne Oberried im Besitz der Stiftung der Familie von Fischer (von Reichenbach), deren Ziel es ist, «in einer Zeit des fortschreitenden Wandels […] die Geschichte der Familie von Fischer zu dokumentieren, zu erhalten und sowohl der Öffentlichkeit wie der Forschung zugänglich zu machen».
Zwischen 2000 und 2001 wurde die Campagne restauriert und eingerichtet.